# Hyperolius laticeps
Espèce
Statut de conservation UICN

 DD  : Données insuffisantes
Hyperolius laticeps est une espèce d'amphibiens de la famille des Hyperoliidae.

## Répartition
Cette espèce est endémique du Togo,.

## Taxinomie
La validité de cette espèce est très contestée.

## Publication originale
- Ahl, 1931 : Amphibia, Anura III, Polypedatidae. Das Tierreich, vol. 55, p. 477.